# Светско првенство у атлетици на отвореном 2011 — 5.000 метара за мушкарце
Трка на 5.000 метара у мушкој конкуренцији на Светском првенству у атлетици 2011. у Тегуу је одржана 1. септембра (квалификације) и 4. септембра (финале) на стадиону у Тегу.

## Земље учеснице
Учествовало је 41 такмичар из 24 земље.
1. Алжир (2)
2. Аргентина (1)
3. Аустралија (3)
4. Бахреин (2)
5. Бурунди (1)
6. Габон (1)
7. Еритреја (2)
8. Етиопија (4)
9. Република Ирска (1)
10. Италија (1)
11. Јапан (1)
12. Јужноафричка Република (1)
13. Јужна Кореја (1)
14. Кенија (3)
15. Нови Зеланд (2)
16. Португалија  (1)
17. Руанда (1)
18. САД (3)
19. Саудијска Арабија (2)
20. Сомалија (1)
21. Уганда (3)
22. Џибути (1)
23. Уједињено Краљевство (1)
24. Шпанија (2)

## Освајачи медаља
|                                 |                                  |                              |
| Мохамед Фара · Велика Британија | Бернард Лагат · Сједињене Државе | Дејен Гебремескел · Етиопија |

## Рекорди пре почетка Светског првенства 2011.
| Светски рекорд             | Кенениса Бекеле · Етиопија         | 12:37,35 | Хенгело, Холандија | 31. мај 2004.    |
| Рекорд светских првенстава | Елиуд Кипчоге · Кенија             | 12:52,79 | Париз, Француска   | 31. август 2003. |
| Најбољи резултат сезоне    | Мохамед Фара · Велика Британија    | 12:53,11 | Монако             | 22. јул 2011.    |
| Афрички рекорд             | Кенениса Бекеле · Етиопија         | 12:37,35 | Хенгело, Холандија | 31. мај 2004.    |
| Азијски рекорд             | Саиф Саид Шахин · Катар            | 12:51,98 | Рим, Италија       | 14. јул 2006.    |
| Северноамерички рекорд     | Бернард Лагат · Сједињене Државе   | 12:53,60 | Монако             | 22. јул 2011.    |
| Јужноамерички рекорд       | Марилсон Гомеш дош Сантош · Бразил | 13:19,43 | Касел, Немачка     | 8. јун 2006.     |
| Европски рекорд            | Мухамед Мурит · Белгија            | 12:49,71 | Брисел, Белгија    | 25. август 2000. |
| Океанијски рекорд          | Крег Мотрам · Аустралија           | 12:55,76 | Лондон, УК         | 30. јул 2004.    |

### Најбољи резултати у 2011. години
Десет најбољих тркача на 5.000 метара пре почетка првенства (27. августа 2011.), имали су следећи пласман.
| 1.  | Мохамед Фара          | Велика Британија | 12:53,11 | 22. јул |
| 2.  | Бернард Лагат         | Сједињене Државе | 12:53,60 | 22. јул |
| 3.  | Исаија Киплагат Коеч  | Кенија           | 12:54,18 | 22. јул |
| 4.  | Имане Мерга           | Етиопија         | 12:54,21 | 26. мај |
| 5.  | Винсент Кипроп Чепкок | Кенија           | 12:55,29 | 26. мај |
| 6.  | Дејен Гебремескел     | Етиопија         | 12:55,89 | 26. мај |
| 7.  | Томас Лонгосива       | Кенија           | 12:56,08 | 22. јул |
| 8.  | Силеши Сихине         | Етиопија         | 12:57,86 | 26. мај |
| 9.  | Елиуд Кипчоге         | Кенија           | 12:59,01 | 22. јул |
| 10. | Едвин Соји            | Кенија           | 12:59,15 | 29. мај |

Такмичари чија су имена подебљана учествовали су на СП 2009.

## Квалификационе норме
| A норма  | Б норма  |
| -------- | -------- |
| 13:20,00 | 13:27,00 |

## Сатница
| Датум              | Време | Коло          |
| ------------------ | ----- | ------------- |
| 1. септембар 2011. | 10:05 | Квалификације |
| 4. септембар 2011. | 19:40 | Финале        |

## Резултати

### Квалификације
По 5 најбољих атлетичара из сваке групе обезбеђује директну квалификацију у финале (КВ) и 5 такмичара са најбољим временом из обе групе (кв) - укупно 15 атлетичара у финалу.,,
| Место | Група | Атлетичар               | Земља                  | Време    | Напомена |
| ----- | ----- | ----------------------- | ---------------------- | -------- | -------- |
| 1.    | 1     | Бернард Лагат           | САД                    | 13:33,90 | КВ       |
| 2.    | 1     | Томас Лонгосива         | Кенија                 | 13:34,46 | КВ       |
| 3.    | 1     | Дејен Гебремескел       | Етиопија               | 13:34,48 | КВ       |
| 4.    | 1     | Исаија Киплагат Коеч    | Кенија                 | 13:34,54 | КВ       |
| 5.    | 1     | Гален Рап               | САД                    | 13:34,91 | КВ       |
| 6.    | 1     | Билисума Шуги Геласа    | Бахреин                | 13:35,86 | кв       |
| 7.    | 2     | Имане Мерга             | Етиопија               | 13:37.96 | КВ       |
| 8.    | 2     | Мохамед Фара            | Уједињено Краљевство   | 13:38,03 | КВ       |
| 9.    | 2     | Абера Кума              | Етиопија               | 13:38,41 | КВ       |
| 10.   | 2     | Елиуд Кипчоге           | Кенија                 | 13:39,02 | КВ       |
| 11.   | 2     | Алистер Крег            | Ирска                  | 13:39,36 | КВ       |
| 12.   | 1     | Данијеле Меучи          | Италија                | 13:39,90 | кв       |
| 13.   | 2     | Амануел Месел           | Еритреја               | 13:39,97 | кв       |
| 14.   | 2     | Хесус Еспања            | Шпанија                | 13:40,38 | кв       |
| 15.   | 2     | Абрахам Киплимо         | Уганда                 | 13:44,09 |          |
| 16.   | 2     | Ендру Бумбалоуг         | САД                    | 13:44,38 |          |
| 17.   | 1     | Хавијер Каригео         | Аргентина              | 13:47,51 |          |
| 18.   | 1     | Колис Бирмингем         | Аустралија             | 13:47,88 |          |
| 19.   | 2     | Елрој Џелант            | Јужноафричка Република | 13:48,33 |          |
| 20.   | 1     | Мумин Џала              | Џибути                 | 13:48,19 |          |
| 21.   | 1     | Руи Силва               | Португалија            | 13:50,16 |          |
| 22.   | 2     | Бен Сент Лоренс         | Аустралија             | 13:51,64 |          |
| 23.   | 2     | Џејк Робертсон          | Нови Зеланд            | 13:53,57 |          |
| 24.   | 2     | Џефри Кусуро            | Уганда                 | 13:54,58 |          |
| 25.   | 1     | Крег Мотрам             | Аустралија             | 13:56,60 |          |
| 26.   | 2     | Дежене Регаса           | Бахреин                | 13:56,83 |          |
| 27.   | 2     | Силваин Рукундо         | Руанда                 | 13:58,92 |          |
| 28.   | 2     | Раба Абуд               | Алжир                  | 14:00,34 |          |
| 29.   | 1     | Моузес Кибет            | Уганда                 | 14:05,15 |          |
| 30.   | 1     | Гоитом Кифле            | Еритреја               | 14:06,42 |          |
| 31.   | 2     | Жерар Гахенгу           | Бурунди                | 14:09,15 | ЛР       |
| 32.   | 2     | Казуја Ватанабе         | Јапан                  | 14:20,64 |          |
| 33.   | 2     | Бек Сунг-хо             | Јужна Кореја           | 15:01.37 |          |
| 34.   | 1     | Абдишакур Нагеје Абдул  | Сомалија               | 15:13,64 | ЛР       |
| 35.   | 2     | Кристијан Нгнингба      | Габон                  | 18:44.06 | ЛР       |
|       | 2     | Абдулах Абдулазиз Аљуд  | Саудијска Арабија      | НЗ       |          |
|       | 1     | Франсиско Хавијер Алвес | Шпанија                | НЗ       |          |
|       | 1     | Мунир Мијут             | Алжир                  | НЗ       |          |
|       | 1     | Кенениса Бекеле         | Етиопија               | НС       |          |
|       | 1     | Едријен Блинко          | Нови Зеланд            | НС       |          |
| 6.    | 1     | Хусеин Џаман Алхамда    | Саудијска Арабија      | 13:35,47 | кв Диск. |

### Финале
,
| Поз. | Атлетичар            | Земља                | Време    | Нап. |
| ---- | -------------------- | -------------------- | -------- | ---- |
|      | Мохамед Фара         | Уједињено Краљевство | 13:23,36 |      |
|      | Бернард Лагат        | САД                  | 13:23,64 |      |
|      | Дејен Гебремескел    | Етиопија             | 13:23,92 |      |
| 4.   | Исаија Киплагат Коеч | Кенија               | 13:24,95 |      |
| 5.   | Абера Кума           | Етиопија             | 13:25,50 |      |
| 6.   | Томас Лонгосива      | Kенија               | 13:26,73 |      |
| 7.   | Елиуд Кипчоге        | Kенија               | 13:27,27 |      |
| 8.   | Билисума Шуги Геласа | Бахреин              | 13:27,67 |      |
| 9.   | Гален Рап            | САД                  | 13:28,64 |      |
| 10.  | Данијеле Меучи       | Италија              | 13:29,11 |      |
| 11.  | Амануел Месел        | Еритреја             | 13:33,99 |      |
| 12.  | Хесус Еспања         | Шпанија              | 13:33,99 |      |
| 13.  | Алистер Крег         | Ирска                | 13:45,33 |      |
| 14.  | Џејк Робертсон       | Нови Зеланд          | 14:03,09 |      |
|      | Имане Мерга          | Етиопија             | Диск¹    |      |
| 13.  | Хусеин Џаман Алхамда | Саудијска Арабија    | 13:34,83 | Диск |

¹ Мерга је дисквалификован јер је током трке изашао ван стазе у једном тренутку. Иначе је трку завршио на трећем месту са временом 13:23,78.
Легенда: СР = Светски рекорд, РСП = Рекорд светских првенстава, ЕР = Европски рекорд, ЈАР = Јужмоамерички рекорд, СРС = Светски рекорд сезоне (најбоље време сезоне на свету), РС = Рекорд сезоне (најбоље време сезоне), НР = Национални рекорд, ЛР = Лични рекорд, * = учеснице штафета које су освојиле медаље, а нису трчале у финалу.